# TOTOKU
株式会社TOTOKU（トウトク、英: TOTOKU INC.）は、電線、電線加工品、電子部品などの製造、販売を主な事業とする日本の企業。SWCC株式会社の連結子会社。

## 沿革
- 1940年（昭和15年）11月22日 - 東京都台東区において「東京特殊電線株式会社（とうきょうとくしゅでんせん、英: TOTOKU ELECTRIC CO., LTD.）」設立。
- 1952年（昭和27年）
  - 6月 - 丸子工場操業開始。
  - 12月 - 東京都新宿区に本社を移転。
- 1954年（昭和29年）1月 - 東証2部に上場。
- 1955年（昭和30年）4月 - 古河電気工業の出資を受ける。
- 1959年（昭和34年）10月 - 古河電気工業が筆頭株主となる。
- 1961年（昭和36年）11月 - 上田工場操業開始。
- 1972年（昭和47年）1月 - CRTディスプレイの生産開始。
- 1973年（昭和48年）3月 - 東証1部に指定替え。
- 1984年（昭和59年）3月 - 東特長岡株式会社を設立。
- 1990年（平成2年）3月 - 新宿区大久保に本社社屋を新築。
- 1998年（平成10年）12月 - トウトクテクノ株式会社を設立。
- 2009年（平成21年）9月 - 本社を港区新橋に移転。
- 2010年（平成22年）10月 - マグネットワイヤ事業を古河マグネットワイヤ株式会社に譲渡。
- 2012年（平成24年）
  - 3月 - 古河電気工業の子会社となる。
  - 11月 - 新設分割により合同会社ベルトン・トウトク・テクノロジーを設立（新潟県柏崎市）。
- 2013年（平成25年）
  - 3月 - 濾過事業を株式会社シバタに譲渡。
  - 7月 - 情報機器事業及び東特長岡の全株式を株式会社JVCケンウッドへ譲渡。
- 2014年（平成26年）9月 - 本社を西新橋に移転。
- 2016年（平成28年）
  - 3月 - 東特運輸の株式を司企業に譲渡。
  - 5月 - 電子部品事業をBELTONグループに譲渡。
- 2022年（令和4年）
  - 11月 - カーライル・グループが、自ら出資するTTCホールディングスを通じて株式公開買付けを行うことを発表。古河電気工業は同買付けに応募すると発表[1]。
  - 12月 - TTCホールディングスが株式公開買付けにより議決権所有割合ベースで93.12%の株式を取得、古河電気工業との資本関係が無くなる[2]。
- 2023年（令和5年）
  - 1月 - 東京証券取引所スタンダード市場上場廃止。株式売渡請求によりTTCホールディングスの完全子会社となる[3]。
  - 4月 - TTCホールディングスに吸収される。吸収したTTCホールディングスは社名を「株式会社TOTOKU」に変更し、業務を継承[4]。
- 2025年（令和7年）3月 - カーライル・グループが全株式をSWCCと日本政策投資銀行にそれぞれ51.0%と49.0%の割合で譲渡し[5][6]、SWCCの連結子会社となる[7]。

## 主力製品・事業
- ケーブル・配線材
- 三層絶縁電線
- 高性能同軸ケーブル
- ヒータ製品
- サスペンションワイヤ
- コンタクトプローブ
- ケーブル加工品
- フレキシブルフラットケーブル
- 精密コイル

## 主要事業所
本社
- 東京都港区西新橋1丁目2番9号 日比谷セントラルビル10階

西日本営業所
- 大阪市都島区東野田町4丁目1番17号

上田事業所
- 長野県上田市大屋300

丸子事業所
- 長野県上田市上丸子1788

## グループ企業

### 国内
- 株式会社特電
- 株式会社トクデンプロセル
- 東特巻線株式会社

### 海外
- PT. TOTOKU INDONESIA
- 東特（浙江）有限公司
- TTI LAGUNA PHILIPPINES, INC.